# Gabriella Paruzzi
Gabriella Paruzzi, född 21 juni 1969 i Udine, är en tidigare italiensk längdåkare. Paruzzi tävlade mellan 1991 och 2006 och vann Världscupen i längdåkning 2003/04. Totalt gjorde hon 200 världscupsstarter och kom på prispallen vid 18 tillfällen. 

## Meriter
Förutom segern i den totala världscupen är Paruzzis största merit guldet på 30 km vid OS 2002 i Salt Lake City. Dessutom tog hon OS-brons fyra gånger med det italienska stafettlaget samt fem VM-medaljer i stafett.